# Julio Musimessi
Julio Elías Musimessi (9 de julho de 1924 - 27 de agosto de 1997) mais conhecido como Julio Musimessi foi um futebolista argentino que atuava como goleiro. Competiu na Copa do Mundo FIFA de 1958.
É avô do jogador Lionel Messi, que atua pelo Inter Miami.